# あしだかおる
あしだ かおる（5月12日 - ）は、日本の漫画家。兵庫県出身。血液型はO型。
現在は結婚しており、作者名である名前は旧姓となる。

## 経歴
1996年、第4回コミックの女王様佳作の『MY Will』（『少女フレンド講談社増刊 夢見るように恋したい』）でデビュー。
代表作は『10代でママになった女の子』シリーズである。
デビューは『少女フレンド』（廃刊、講談社）。現在は『デザート』で活動。

## 作品リスト
- 10代でママになった女の子シリーズ（2003年-2006年）
- 1.17（2006年）
- 初恋-再逢いの人-（2008年）
- 新・10代でママになった女の子（2008年）
- 君が思い出になる前に（2009年）

## オムニバス作品
- 思いっきりだれにもいえないH体験（2000年）
- 思いっきりHな恋（2002年）
- 10代の妊娠・結婚（2004年）
- ぜったい感動する 本当にあった妊娠・結婚（2005年）
- ぜったい感動する10代の妊娠と結婚（2005年）
- 本当にあった人生で最高の妊娠・結婚（2005年）
- 初めてママになるあなたへ 280日の奇跡（2006年）
- ヒミツの純愛 本当にあった本気泣きラブストーリー（2008年）
- 4人に1人はハッピーできちゃった婚（2009年）
- 最高の彼と運命の出会いをする方法（2009年）